# パヴェル・トンコフ

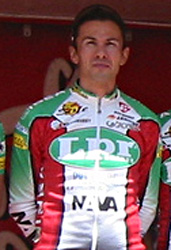
パヴェル・セルゲイエヴィッチ・トンコフ

パヴェル・セルゲイエヴィッチ・トンコフ（露:Павел Сергеевич Тонков、ラテン文字翻記:Pavel Sergeyevich Tonkov、1969年2月9日- ）は、ロシア・イジェフスク出身の元自転車競技選手。

## 経歴
旧ソビエト連邦時代の1987年、イタリアのベルガモで開催された、ジュニア世界選手権自転車競技大会・個人ロードレースで優勝。1992年にプロ転向。
ランプレに移籍した1993年、ツール・ド・スイスで区間1勝及び山岳賞を獲得。2年後の1995年には、同レース総合優勝を飾り、山岳賞も獲得している。。また、1994年のジロ・デ・イタリア（ジロ）ではヘルニアの悪化したマウリツィオ・フォンドリエストに代わりエースとして出場、総合5位に食い込んだ。さらにジロでは1992年、1993年に新人賞を獲得している。
そしてスポンサーがランプレからチェラミケ・パナリアに代わった1996年、ジロを制する。第13ステージを勝利した後、ダヴィデ・レベッリンからマリア・ローザを奪取。その後第20ステージでアブラハム・オラーノに一時奪われるものの、第21ステージの区間を2位でフィニッシュ。同ステージ終了後奪い返し、最終第22ステージでも守りきって総合優勝を果たした。その後ジロにおいて、イタリア国籍以外の総合優勝者は、2008年のアルベルト・コンタドールまで出現しなかった。
1997年から2001年までマペイに在籍。1997年のツール・ド・ロマンディを総合優勝。同年のジロでは総合優勝を果たすことになる、イヴァン・ゴッティに第14ステージ終了後マリア・ローザを奪われるが、第3～第13ステージまでは首位を守り、最終的に総合2位に入った。また、1998年のジロでも、総合優勝のマルコ・パンターニに続く総合2位を確保。1999年はブエルタ・ア・エスパーニャ（ブエルタ）総合4位、2000年は、ジロ総合5位、ブエルタ総合3位の実績を残した。
その後は2002年のジロ総合5位の成績が目立った程度だったが、2005年まで現役を続けた。ジロでは区間通算7勝、ブエルタでは区間通算2勝を挙げている。